# 高固
高固（？—？），姜姓，高氏，名固，谥宣，又称高宣子，中国春秋时期齊國的大夫，高庄子的孙子。
前604年，鲁宣公到齐国访问，高固让齐惠公留住鲁宣公，使鲁宣公答应把叔姬嫁给他。秋天，高固到鲁国迎叔姬。前595年冬，桓子晏弱会见鲁国公孙归父，事后告诉宣子高固，说公孙归父在鲁国算计别人，也被人算计，很快就要逃亡外国了。前594年秋天，鲁国仲孙蔑和高固相会于无娄。前592年，齐顷公派高固、晏弱、蔡朝、南郭偃与晋国会盟。到了敛孟，高固逃回国，其他人被晋国扣留。前589年，齐晋鞍之战时，高固攻入晋师，拿石头来投晋国人，擒住晋人乘上自己的战车，在车上系桑树根，在齐营巡行，说：“想要勇气的来买我富余的勇气。”